# Шесть метаморфоз по Овидию
Шесть метаморфоз по Овидию, соч. 49 (англ. Six Metamorphoses after Ovid) — программная сюита Бенджамина Бриттена для гобоя соло. Шестичастная сюита была написана композитором в 1951 году и посвящена английской гобоистке Джой Боутон, дочери композитора Ратленда Боутона. Она же стал первой исполнительницей «Шести метаморфоз», впервые исполнив сюиту 14 июня 1951 года на музыкальном фестивале в Олдбру. Эта сюита стала одним из немногих инструментальных сочинений Бриттена, написанных в 1950-х годах, посвящённых композитором преимущественно созданию сценических произведений.
Программная концепция произведения основана на сюжете поэмы древнеримского поэта Овидия «Метаморфозы». Сюита состоит из шести частей, озаглавленных по именам персонажей греческой мифологии: Пан, Фаэтон, Ниоба, Вакх, Нарцисс и Аретуса. Каждую из частей автор снабдил кратким программным пояснением из одного предложения по-английски и указанием темпа на итальянском языке. Приблизительная продолжительность исполнения сюиты — около тринадцати-четырнадцати минут.
«Шесть метаморфоз» Бриттена вошли в репертуар многих солистов-гобоистов современности. Среди гобоистов, осуществивших аудиозаписи сюиты, в частности, такие музыканты как Томас Индермюле, Саймон Дент, Алексей Уткин, Франсуа Лёлё, Штефан Шилли, Хансйорг Шелленбергер, Джон Мэк, Рой Картер, Гордон Хант, Лайош Ленчеш, Селин Муане, Гернот Шмальфусс, Хайдрун Финке, Эрик Спеллер и Робин Кэнтер. Американский саксофонист Том Берджерон записал «Шесть метаморфоз» в переложении для альтового саксофона.